# Península de Boothia

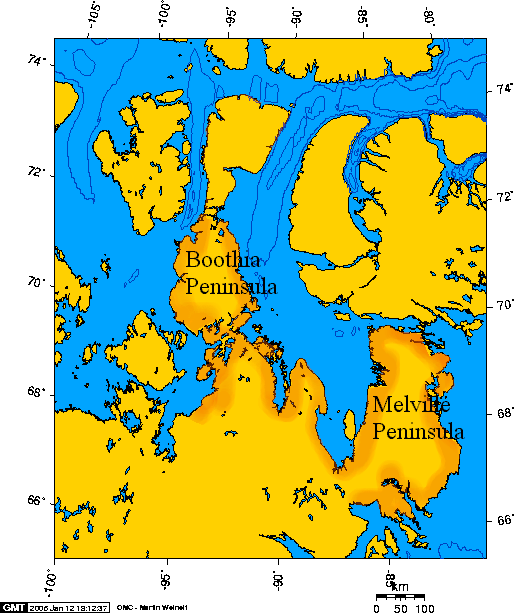
Península de Boothia i de Melville, a Nunavut, Canadà.

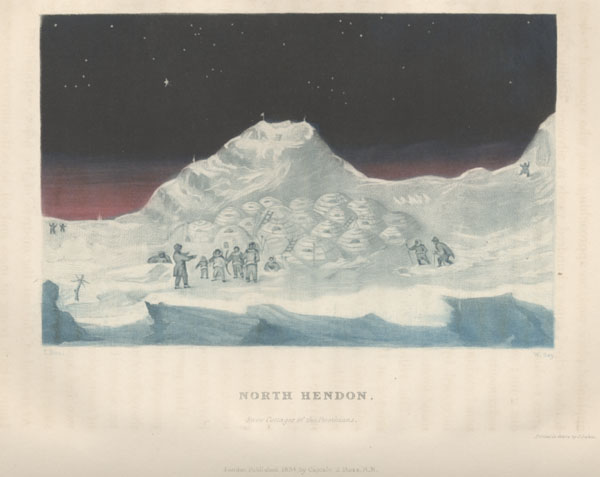
Iglús dels Boothians a North Hendon, il·lustració del llibre Narrative of a second voyage in search of a north-west passage, and of a residence in the Arctic regions during the years 1829, 1830, 1831, 1832, 1833 de John Ross (1835).

La península de Boothia (en anglès Boothia Peninsula) és una gran península situada a la zona àrtica del Canadà. Administrativament pertany al Territori Autònom de Nunavut.

## Geografia
La península de Boothia, quasi una illa, s'endinsa, en direcció S-N, més de 400 km en aigües àrtiques. Està limitat, a l'est, per les aigües del golf de Boothia, que la separen de l'illa de Baffin; a l'oest, per les aigües de l'estret de Franklin, que la separen de l'illa del Príncep de Gal·les; i, al nord, per les aigües de l'estret de Bellot (Ikirahaq), que la separen de l'illa Somerset. Té una superfície de 32.330 km² i el seu punt més septentrional, el Zenith Point, ho és del territori continental canadenc i del continent americà. La península està unida al continent, en la part meridional, per l'istme de Boothia, de tan sols uns 30 km.

## Història
La península de Bootnia va ser descoberta el 1829 en la segona de les expedicions de John Ross, que la va batejar com a Boothia Felix Lands en honor del destil·lador Felix Booth, patrocinador d'aquesta expedició.
Ross es va trobar amb una gran comunitat inuit, a qui va descriure com vivint en «casetes de neu», és a dir iglús i als qui va immortalitzar en un dels seus apunts, la pintura North Hendon.
El Pol nord magnètic va ser localitzat en aquesta península per James Clark Ross, nebot de John Ross, l'1 de juny de 1831, en una de les expedicions a peu per terra mentre el vaixell en què viatjaven, el Victory, romania hivernant atrapat pels gels.
El primer explorador que va confirmar que la Boothia Felix Land era una península i no una illa va ser el també explorador escocès John Rae, el 1847. Rae va ser un dels primers exploradors a peu de tota aquesta zona de l'Àrtida canadenca, el qual, entre 1846 i 1854 va realitzar quatre expedicions en les que va recórrer més de 10.000 milles a peu o en petites embarcacions i va reconèixer uns 1.800 km de costa encara poc coneguts.